# اشرف بروجردی
اشرف بروجردی (زادهٔ ۱۳۳۶) سیاستمدار ایرانی است که از ۱۳۹۲ تا ۱۳۹۵ معاون فرهنگی پژوهشگاه علوم انسانی و مطالعات فرهنگی و از ۱۳۹۵ تا ۱۴۰۰ رئیس سازمان اسناد و کتابخانه ملی ایران بود. او نخستین زنی است که به ریاست سازمان اسناد و کتابخانه ملی ایران رسید.
اشرف بروجردی در دوره‌ای عضو هیئت علمی پژوهشگاه علوم انسانی و مطالعات فرهنگی وزارت علوم شد. وی رویکرد اصلاح‌طلبی را به عنوان خط مشی سیاسی زندگی خود برگزید. او اولین معاون زن در وزارت کشور پس از انقلاب ۱۳۵۷ شد و در کنار عبدالله نوری و سید عبدالواحد موسوی لاری به ایفای نقش پرداخت.

## زندگی
اشرف بروجردی نوه پسری علی‌محمد بروجردی عارف و فقیه ایرانی و فرزند محمد ابراهیم بروجردی است. برادر وی علاءالدین بروجردی از چهره‌های شناخته‌شده‌ی سیاسی در ایران است. همسر وی غلامعلی معتمدی معاون وزیر کار دولت رجایی بود که در بمب‌گذاری در دفتر حزب جمهوری اسلامی در ۱۳۶۰ کشته شد.
وی به زبان‌های انگلیسی و عربی مسلط است. او ابتدا در رشته شیمی تحصیل می‌کرده است، اما در ادامه به رشته روان‌شناسی تغییر رشته داده است. سپس در دوره دکتری وارد رشته فقه سیاسی شده است. اشرف بروجردی اعلام کرده که دکترای فقه سیاسی خود را از دانشگاه بیروت لبنان گرفته است.

## ریاست بر سازمان اسناد و کتابخانه ملی ایران
بروجردی اولین زنی است که به ریاست سازمان اسناد و کتابخانه ملی ایران درآمده است. وی پیش از این عضو شورای فرهنگی-اجتماعی زنان کشور و معاون فرهنگی پژوهشگاه علوم انسانی و مطالعات فرهنگی بود.
در دوره ریاست او بر سازمان اسناد و کتابخانه ملی ایران، مسئله عدم توجه به وضعیت مخازن اسناد ملی و آب‌گرفتگی آن‌ها در اسفندماه ۱۳۹۸ پیش آمد که منجر به از بین رفتن اسناد مهمی که دارای محدودیت دسترسی ۴۰ سال به بالا هستند و در نهایت ۱۹۲ تن اسناد از ساختمان آرشیو ملی خارج گردید. بروجردی در نشستی خبری دربارهٔ این رخداد گفت که «اسنادی که قابلیت نگهداری داشته به هیچ وجه از دست نرفته و آسیب ندیده‌اند … و «حادثه خاصی نبود که ما بخواهیم جواب بدهیم.»
اشرف بروجردی در دوره ریاست خود از گفت‌وگوی بین دو جناح اصلاح‌طلب و اصولگرا استقبال کرد.